# Ann-Sofi Colling-Saltin
Pour les articles homonymes, voir Colling.
Elin Ann-Sofi Pettersson Colling-Saltin, née le 1er janvier 1932 à Stockholm, est une gymnaste artistique suédoise. 

## Palmarès

### Jeux olympiques
- Melbourne 1956
  -  médaille d'argent aux exercices d'ensemble avec agrès portatifs par équipes
  -  médaille de bronze au saut de cheval

- Helsinki 1952
  -  médaille d'or aux exercices d'ensemble avec agrès portatifs par équipes

### Championnats du monde
- Rome 1954
  -  médaille d'or au saut de cheval

- Bâle 1950
  -  médaille d'or par équipes
  -  médaille d'or aux barres asymétriques
  -  médaille d'argent au concours général individuel